# Tomás Fernández Valentí
Tomás Fernández Valentí (1964) es un crítico de cine y un abogado español.

## Biografía
Tomás Fernández Valentí nació en 1964 en Barcelona. Tras licenciarse en la Universidad de Derecho y empezar a ejercer su profesión, fichó en 1989 para la revista Dirigido por, desde la cual ha defendido constantemente que una película no vale lo que su guion o su temática, y que por tanto conviene volver a analizar su puesta en escena para entender su alcance global: de ahí que sus análisis se centren más en la relación entre cada filme y sus responsables en vez del estudio de la relación establecida entre la cinta y la sociedad que la ha generado, por más que tampoco descuide esos aspectos en sus escritos. Entre sus fobias destacan los filmes falsamente experimentales, el clasicismo mal entendido; y entre sus gustos destaca su interés por la violación del relato tradicional así como por un tipo de clasicismo que lejos de enfriar la atmósfera de una película, contribuya poderosamente a ampliar su discurso. En la revista ha publicado estudios sobre Steven Spielberg, Bryan Singer, Lasse Hallström, Woody Allen, Kenneth Branagh, Sam Raimi, Walt Disney, Sydney Pollack, John Frankeheimer, Akira Kurosawa, Julio Médem, Clint Eastwood, Franklin J. Shaffner y Tim Burton. Asimismo, desde esas páginas se ha distinguido como defensor de cineastas como Peter Weir, Milos Forman, Carlos Saura, Sidney Lumet e Ingmar Bergman, entre los realizadores en activo. Así mismo ha redactado artículos sobre el thriller y western contemporáneo, la relación de los Oscar con la sociedad, la indefinición genérica del cine de Alfred Hitchcock, los nuevos lenguajes cinematográficos o la repercusión del 11S en el séptimo arte. En este misma publicación se responsabilizó de la sección Video-Selección hasta su sustitución por "Pantalla digital", la redacción de las necrológicas y participado en los dosieres sobre las aventuras marinas (entre ellos un artículo sobre la justicia naval en el cine), el giallo italiano, la Hammer Films, la comedia estadounidense, el fantástico y el terror.
A mediados de 1994 pasó a formar parte del equipo de Imágenes de actualidad, revista de la cual se convirtió en redactor jefe a mediados de 2000, destacando también sus puntuales colaboraciones en la revista especializada en cine fantástico Quatermass, para la que ha firmado textos en sus números monográficos dedicados al cine español y al cine británico.
Entre los libros publicados figuran cuatro volúmenes de la colección programa doble que tienen como objeto de estudio dos películas (Instinto básico/Rebeca, Frankenestein de Mary Shelley/Sed de mal, Drácula, de Bram Stoker/La noche del cazador, El padrino III/Toro salvaje) y varias monografías. Entre éstas destacan David Lean: la emoción y el espectáculo, donde traza la biografía del responsable de Doctor Zhivago, define las constantes de su filmografía (cf. afinidad hacia unos personajes que logran lo que ansían, pero a costa de perder algo; el tren como símbolo del progreso; una puesta en escena sensual en la que prima la perspectiva de los personajes y que se basa en fugas mentales nada convencionales...) y aborda cada filme. El mismo método de trabajo empleó para su libro sobre Paul Verhoeven. Así mismo escribió, en colaboración con Antonio José Navarro, un libro que tiene como objeto de estudio el Mito de Frankenstein, en el que se repasa la vida de Mary Shelley así como toda la producción cinematográfica relacionada con dicho mito, desde los clásicos de la Universal a la aportación de la Hammer, pasando por El espíritu de la colmena.